# Classe Baptista de Andrade
La classe Baptista de Andrade è stata una classe di corvette della Marinha Portuguesa, composta da quattro unità entrate in servizio tra il 1974 e il 1975.
Derivate dalla precedente classe João Coutinho ma con armi e sensori più potenti, le Baptista de Andrade erano piccole unità per il pattugliamento costiero e la vigilanza pesca, economiche da costruire e mantenere ma non particolarmente performanti sul piano bellico. Impiegate operativamente nelle fasi finali della guerra coloniale portoghese come unità per la scorta e l'appoggio di fuoco costiero, le Baptista de Andrade servirono poi nelle acque di casa e furono radiate dal servizio tra il 2003 e il 2017.

## Caratteristiche

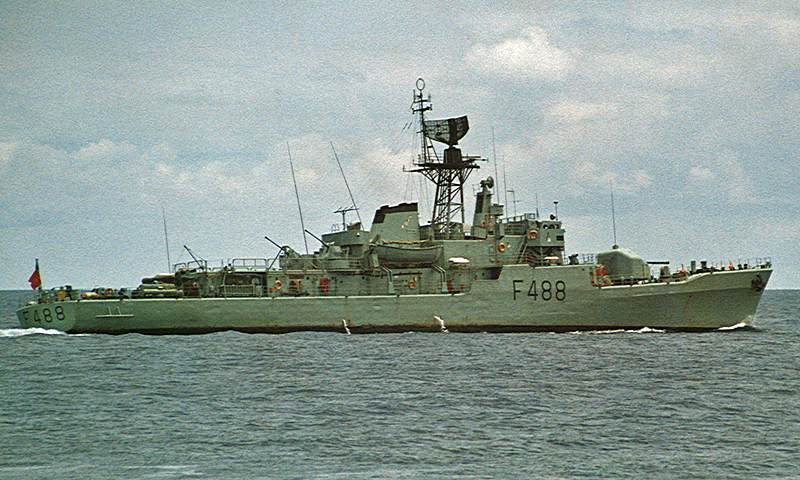
La Afonso Cerqueira nel 1987

Le Baptista de Andrare riprendevano fondamentalmente il progetto e le linee generali delle corvette classe João Coutinho di poco precedenti, ma con un potenziamento in fatto di armamento e sensori. Vi sono varie speculazioni circa il fatto che la classe fosse inizialmente stata costruita dal Portogallo per conto del Sudafrica, nazione sottoposta a un severo embargo sulle importazioni di armi per via delle sue politiche di apartheid ma alleata del governo di Lisbona nell'ambito della guerra coloniale portoghese in Africa meridionale; dopo la "rivoluzione dei garofani" e l'istituzione di un governo democratico in Portogallo, l'accordo sarebbe stato cancellato e le unità, nel frattempo costruite, assegnate invece alla Marina portoghese.
Esteriormente, le unità classe Baptista de Andrade erano praticamente indistinguibili dalle João Coutinho, con un grosso blocco di plancia e un singolo fumaiolo intervallati da un albero a traliccio. Lo scafo era lungo fuori tutto 84,6 metri, largo 10,3 metri e con un pescaggio massimo di 3,3 metri; il dislocamento standard era di 1.252 tonnellate, che salivano a 1.401 con la nave a pieno carico di combattimento. Il sistema propulsivo, identico ai João Coutinho, si basa su due motori diesel OEW 12PC2V280 azionanti altrettanti alberi motore, per una potenza complessiva di 10.560 shp che generava una velocità massima di 24 nodi; l'autonomia era di 5.000 miglia nautiche alla velocità di crociera di 18 nodi. L'equipaggio ammontava a 113 tra ufficiali e marinai.

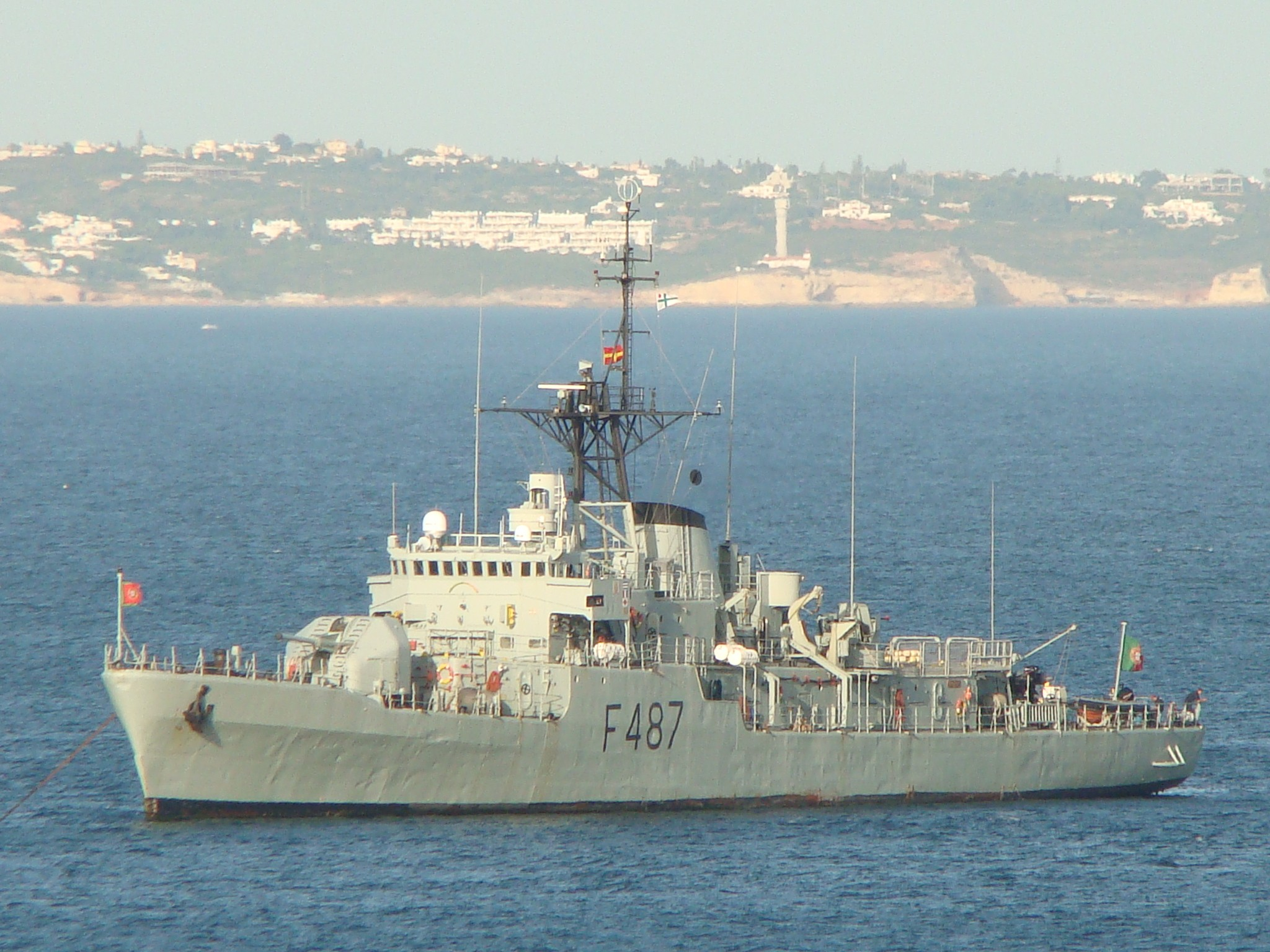
La João Roby nel 2011

Il principale elemento di distinzione dai João Coutinho era la massiccia torretta installata a prua, armata con un cannone Creusot-Loire Model 1968 calibro 100 mm con canna lunga 55 calibri: il pezzo, impiegabile sia nel tiro antinave che antiaereo, poteva sparare un proietto di 13,5 chilogrammi con un rateo di fuoco di 60 colpi al minuto e una gittata massima di 17.260 metri contro bersagli navali e 6.000 metri contro bersagli aerei. L'apparato di artiglieria era completato, come sui João Coutinho, da due impianti singoli di pezzi antiaerei Bofors 40 mm, installati verso poppa dietro il fumaiolo; a differenza delle unità precedenti, invece, i Baptista de Andrade montavano un armamento silurante composto da due impianti tripli di tubi lanciasiluri da 324 mm. Le navi avevano la predisposizione per l'imbarco di due lanciatori singoli per missili antinave Exocet, che tuttavia non furono mai imbarcati.
L'apparato sensoristico era potenziato rispetto ai João Coutinho, ma ancora piuttosto spartano per gli standard dell'epoca: esso si basava su un radar di navigazione TM-626, un radar di scoperta aerea AWS-2, un radar Pollux per il controllo del fuoco e un impianto sonar tipo Diodon; gli apparati sensori furono modificati tra il 1999 e il 2003 con l'imbarco di versioni più moderne degli stessi. All'estrema poppa era presente una piattaforma per l'appontaggio di un elicottero (di solito un Super Lynx), ma non era presente alcun hangar per il suo ricovero.

## Unità
Tutte le unità furono realizzate nel cantiere Bazán di Cartagena in Spagna.
| Nome                           | Impostazione      | Varo             | Entrata in servizio | Destino finale                                                 |
| ------------------------------ | ----------------- | ---------------- | ------------------- | -------------------------------------------------------------- |
| NRP Baptista de Andrade (F486) | 1º settembre 1972 | 13 marzo 1973    | 19 novembre 1974    | radiata dal servizio nel 2017 e avviata alla demolizione       |
| NRP João Roby (F487)           | 1º dicembre 1972  | 3 giugno 1973    | 18 marzo 1975       | radiata dal servizio nel 2017 e avviata alla demolizione       |
| NRP Afonso Cerqueira (F488)    | 10 marzo 1973     | 6 ottobre 1973   | 26 giugno 1975      | radiata dal servizio nel marzo 2015 e avviata alla demolizione |
| NRP Oliveira e Carmo (F489)    | 1º giugno 1973    | 22 febbraio 1974 | 28 ottobre 1975     | radiata dal servizio nel 2003 e avviata alla demolizione       |